# Fair Play (Missouri)
Fair Play è un comune degli Stati Uniti d'America, situato nella contea di Polk, Missouri.